# 自由联想

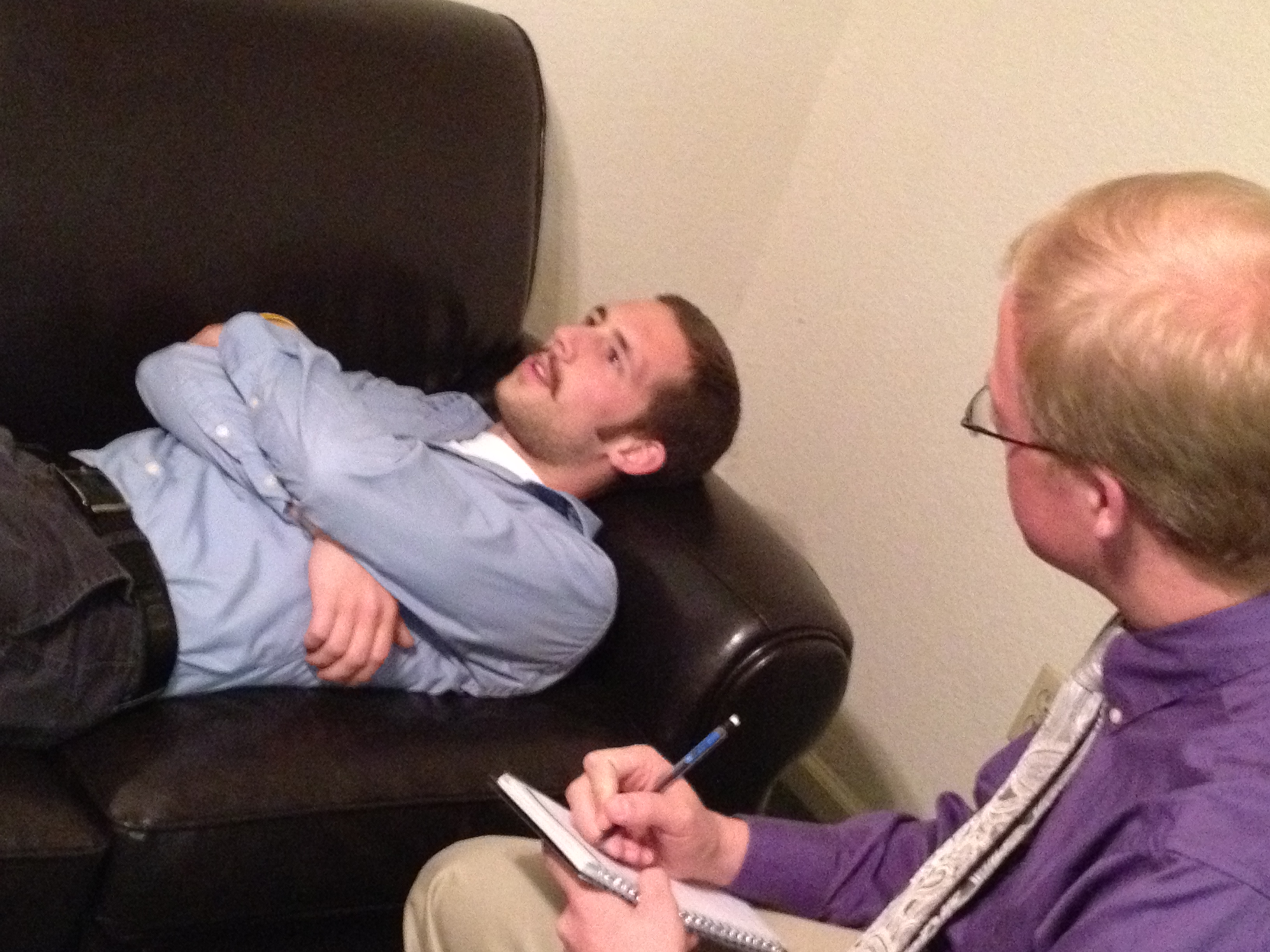
一位使用自由联想法治疗病人的心理学家

自由联想是清醒地没有顾虑地对意识内容的表达（如透过说话或写作），此举有助于进入无意识过程。该技术用于精神分析（以及心理动力学），最初是由西格蒙德·弗洛伊德基于他的导师兼同事约瑟夫·布洛尔的催眠方法而发明的。
弗洛伊德这样描述它：「自由联想的重要性在于，患者是为自己说话，而不是重复分析师的想法；他们透过自己的材料进行工作，而不是人云亦云」。
自由联想法请被分析者自由地表达出他在分析过程中所想到的任何事情，其中无需自我审查自己的想法。这项技术营造出一个不带偏见的好奇和包容接纳的氛围，旨在帮助被分析者更多地了解他或她自己的想法和感受。自由联想的方法没有线性思考的要求，或预先规划的议程。它通过直觉的跳跃和连结来发挥作用，而这可能会带来新的个人见解和意义：「联想的逻辑就是无意识思维的一种形式」。
分析师和被分析者都无法事先确切知道对话将走向何方，但这个过程往往会导出对被分析者非常重要的材料。 「尽管表面上混乱且缺乏联系……意义和联系开始从混乱的思想中显现出来……一些中心主题」。看似毫无关联、不可理解的诸多想法在分析师的解释下联系到一起，并最终产生了代表着无意识内容的观念。
自由联想的目标不是挖掘某个特定的答案或记忆，而是激发一个共同发现的过程，从而增强被分析者的思想、感觉、能动性和自我的整合。